# Scottish League Cup 2000/01
Der Scottish League Cup wurde 2000/01 zum 55. Mal ausgespielt. Der schottische Ligapokal, der offiziell als CIS Insurance League Cup ausgetragen wurde, begann am 8. August 2000 und endete mit dem Finale am 18. März 2001. Am Wettbewerb nahmen die Vereine der Scottish Football League und Scottish Premier League teil. Wurde ein Duell nach 90 Minuten plus Verlängerung nicht entschieden, kam es zum Elfmeterschießen. Den Titel gewann Celtic Glasgow im Finale gegen den FC Kilmarnock.

## 1. Runde
Ausgetragen wurden die Begegnungen am 8. und 9. August 2000.
|                       | Ergebnis        |                     |
| --------------------- | --------------- | ------------------- |
| FC Arbroath           | 2:0             | Brechin City        |
| FC Clyde              | 5:1             | Greenock Morton     |
| FC Clydebank          | 0:2             | Alloa Athletic      |
| FC Cowdenbeath        | 3:0             | Elgin City          |
| FC East Fife          | 1:2             | Raith Rovers        |
| FC East Stirlingshire | 2:1             | Hamilton Academical |
| FC Montrose           | 1:0             | Berwick Rangers     |
| Partick Thistle       | 1:2 n. V.       | Airdrieonians FC    |
| FC Peterhead          | 2:3             | Inverness CT        |
| Queen of the South    | 2:1             | Forfar Athletic     |
| FC Queen’s Park       | 2:0             | FC Stranraer        |
| Ross County           | 1:0             | Albion Rovers       |
| Stirling Albion       | 0:1             | FC Stenhousemuir    |
| FC Dumbarton          | ?:? (5:4 i. E.) | Ayr United          |

## 2. Runde
Ausgetragen wurden die Begegnungen am 22. und 23. August 2000.
|                      | Ergebnis  |                       |
| -------------------- | --------- | --------------------- |
| FC St. Johnstone     | 3:1       | FC Cowdenbeath        |
| FC Clyde             | 1:2 n. V. | FC Kilmarnock         |
| Ross County          | 1:3 n. V. | FC St. Mirren         |
| Raith Rovers         | 2:1       | FC Arbroath           |
| FC Queen’s Park      | 0:3       | FC Motherwell         |
| Inverness CT         | 0:2       | Airdrieonians FC      |
| Alloa Athletic       | 0:3       | Dundee United         |
| FC Falkirk           | 3:1       | Queen of the South    |
| FC Stenhousemuir     | 1:2       | Hibernian Edinburgh   |
| Dunfermline Athletic | 1:0       | FC East Stirlingshire |
| FC Dumbarton         | 0:4       | FC Livingston         |
| FC Dundee            | 3:0       | FC Montrose           |

## 3. Runde
Ausgetragen wurden die Begegnungen am 5. und 6. September 2000.
|                      | Ergebnis        |                     |
| -------------------- | --------------- | ------------------- |
| Dundee United        | ?:? (4:3 i. E.) | Airdrieonians FC    |
| FC St. Mirren        | 3:0             | FC Dundee           |
| Celtic Glasgow       | 4:0             | Raith Rovers        |
| FC St. Johnstone     | 0:1             | FC Kilmarnock       |
| Dunfermline Athletic | 2:0             | FC Motherwell       |
| FC Livingston        | 0:2             | Heart of Midlothian |
| Glasgow Rangers      | 4:2             | FC Aberdeen         |
| FC Falkirk           | 1:2 n. V.       | Hibernian Edinburgh |

## Viertelfinale
Ausgetragen wurden die Begegnungen am 31. Oktober 2000/1. November 2000.
|                     | Ergebnis  |                      |
| ------------------- | --------- | -------------------- |
| FC Kilmarnock       | 2:1       | Hibernian Edinburgh  |
| FC St. Mirren       | 2:1       | Dunfermline Athletic |
| Glasgow Rangers     | 2:0       | Dundee United        |
| Heart of Midlothian | 2:5 n. V. | Celtic Glasgow       |

## Halbfinale
Ausgetragen wurden die Begegnungen am 6. und 7. Februar 2001.
|                 | Ergebnis |                |
| --------------- | -------- | -------------- |
| FC Kilmarnock   | 3:0      | FC St. Mirren  |
| Glasgow Rangers | 1:3      | Celtic Glasgow |

## Finale
| Celtic Glasgow                          | Celtic Glasgow | FC Kilmarnock | FC Kilmarnock |
| --------------------------------------- | --- | --- | ------------- |
| Celtic Glasgow                          | \| 18. März 2001 in Glasgow (Hampden Park) \| \| Ergebnis: 3:0 (0:0) \| \| Zuschauer: 48.830 \| \| Schiedsrichter: Hugh Dallas \| | \| 18. März 2001 in Glasgow (Hampden Park) \| \| Ergebnis: 3:0 (0:0) \| \| Zuschauer: 48.830 \| \| Schiedsrichter: Hugh Dallas \| | FC Kilmarnock |
| Celtic Glasgow                          | Jonathan Gould – Johan Mjällby, Ramon Vega, Joos Valgaeren – Colin Healy, Neil Lennon, Paul Lambert , Ľubomír Moravčík (82. Jamie Smith), Bobby Petta (12. Stephen Crainey), Stephen Crainey (88. Tommy Boyd), – Henrik Larsson, Chris Sutton Cheftrainer: Martin O’Neill ( Nordirland) | Gordon Marshall – Chris Innes, Kevin McGowne, Frédéric Dindeleux (72. Peter Canero) – Gus MacPherson , Alan Mahood, Gary Holt, Ian Durrant (38. Mark Reilly), Garry Hay – Christophe Cocard (52. Andy McLaren), Craig Dargo Cheftrainer: Bobby Williamson | FC Kilmarnock |
| Celtic Glasgow                          | 1:0 Henrik Larsson (47.) 2:0 Henrik Larsson (74.) 3:0 Henrik Larsson (81.) | | FC Kilmarnock |
| Celtic Glasgow                          | Chris Sutton (60.) | | FC Kilmarnock |
| 18. März 2001 in Glasgow (Hampden Park) | | |               |
| Ergebnis: 3:0 (0:0)                     | | |               |
| Zuschauer: 48.830                       | | |               |
| Schiedsrichter: Hugh Dallas             | | |               |